# Прухна (Лодзинське воєводство)
Прухна (пол. Próchna) — село в Польщі, у гміні Врублев Серадзького повіту Лодзинського воєводства.
Населення — 154 особи (2011).
У 1975-1998 роках село належало до Серадзького воєводства.

## Демографія
Демографічна структура станом на 31 березня 2011 року:
|          | Загалом | Допрацездатний вік | Працездатний вік | Постпрацездатний вік |
| -------- | ------- | ------------------ | ---------------- | -------------------- |
| Чоловіки | 84      | 21                 | 55               | 8                    |
| Жінки    | 70      | 11                 | 41               | 18                   |
| Разом    | 154     | 32                 | 96               | 26                   |